# Xyloryctes corniger
Xyloryctes corniger är en skalbaggsart som beskrevs av Bates 1888. Xyloryctes corniger ingår i släktet Xyloryctes och familjen Dynastidae. Inga underarter finns listade i Catalogue of Life.